# 正親町公和

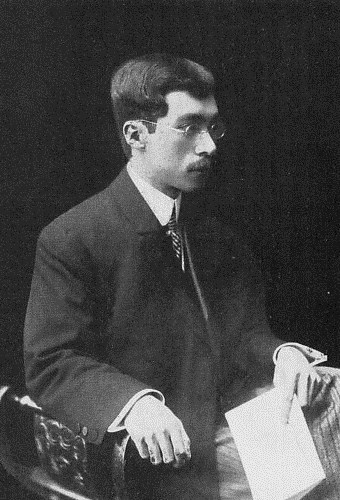
正親町公和

正親町 公和（おおぎまち きんかず、1881年（明治14年）10月14日 - 1960年（昭和35年）12月7日）は、華族、実業家、『白樺』初期の文学者。その文業は『明治文学全集 初期白樺派文学集』に収められている。

## 生涯
伯爵正親町実正の長男として東京に生まれた。弟の実慶も『白樺』の作家で、日下諗（くさか しん）の筆名を持った。学習院初等科に入り、高等科の時に志賀直哉、武者小路実篤、木下利玄と知り合う。『学習院輔仁会雑誌』の編輯委員となり小品を発表。1906年に高等科を卒業して東京帝国大学英文科に入るが中退。1908年、志賀らと回覧雑誌『望野』を始め、1910年には『白樺』創刊に参画、ほかに里見弴・園池公致・児島喜久雄らと交わる。始めの一年編集兼発行人となり「萬屋」などを発表。1913年、筆を折って八千代生命に入社、以後、東京電工などに勤務。
父の死去に伴い、1923年12月20日、伯爵を襲爵した。鎌倉にて死去した。